# Vivianne Bendermacher
Vivianne Bendermacher (14 januari 1982) is een Nederlandse journalist en presentatrice.

## Biografie
Bendermacher studeerde journalistiek aan de Fontys Hogeschool in Tilburg. Na haar afstuderen trad ze in dienst van uitgeverij Sanoma. Daar werkte Bendermacher als redacteur voor een aantal tijdschriften, waaronder Fancy, Tina en Pink Ribbon Magazine.
In 2008 werd Bendermacher hoofdredacteur. Eerst van het populair wetenschappelijke tijdschrift Kijk (2008 – 2014) en daarna van het vrouwenblad Viva (2014-2015). In augustus 2015 nam Bendermacher afscheid van Sanoma.
Bendermacher startte een eigen bedrijf, Aim for Moon, en richtte Techionista op, een platform over vrouwen en technologie. Daarnaast was ze columniste voor LINDA. en het Technisch Weekblad. Sinds begin 2016 behoort Bendermacher tot de vaste deskundigen van RTL Boulevard en is ze regelmatig in dit programma te zien als expert op het gebied van technologie en lifestyle. In 2019 deed ze mee aan The Big Escape, waarin ze de eerste afvaller was.